# (1282) Utopia
(1282) Utopia es un asteroide, el nº 1282 según el MPC, perteneciente al cinturón de asteroides que orbita entre Marte y Júpiter con un periodo orbital de 5,50 años. Su nombre hace referencia a Utopía, un lugar ficticio cuya organización política, económica y social eran perfectas, descrito en la obra homónima de Thomas More.
Fue descubierto el 17 de agosto de 1933 por Cyril V. Jackson desde el Observatorio Union en Johannesburgo, Sudáfrica.